# America (goleta)
America era el nom de la goleta que va guanyar el 22 agost de 1851 la primera Copa de les 100 guinees auspiciada per la reina Victòria d'Anglaterra.

## Construcció
La goleta, construïda emprant diversos tipus de fusta (entre ells, el cedre), va ser avarada el 1851, a les drassanes de William H. Brown.

## Servei
La goleta va ser rebatejada Camilla el 1856, i un altre cop com a Memphis el 1860 després de ser capturada com a botí de guerra pels Estats Confederats d'Amèrica, i al final de l'enfrontament bèl·lic de la guerra civil americana, va ser enfonsada a Jacksonville el 1862. Un cop caigut Jacksonville va ser reflotada i rehabilitada, tornant a ser posada en servei a la US Navy amb el nom original America i, un cop armada amb 3 canons Dahlgren de bronze va participar en el bloqueig d'uns quants ports de la Confederació.
Va romandre en servei fins al 1873, quan va ser donada de baixa i venuda a un ex general i polític, Benjamin Franklin Butler, que la va tenir en condicions de servei i la va fer participar en diferents competicions. Després de la seva mort va passar diverses mans fins que va ser restaurada el 1921 per l'America Restoration Fund, que en va fer donació a l'Acadèmia Naval d'Annapolis, on no se li va dispensar la cura necessària; el 29 de març de 1942, l'estructura de la nau on estava abandonada es va ensorrar sota el pes de les nevades i finalment les restes de l'estructura i l'America van ser cremades el 1945.

## Participació en la copa

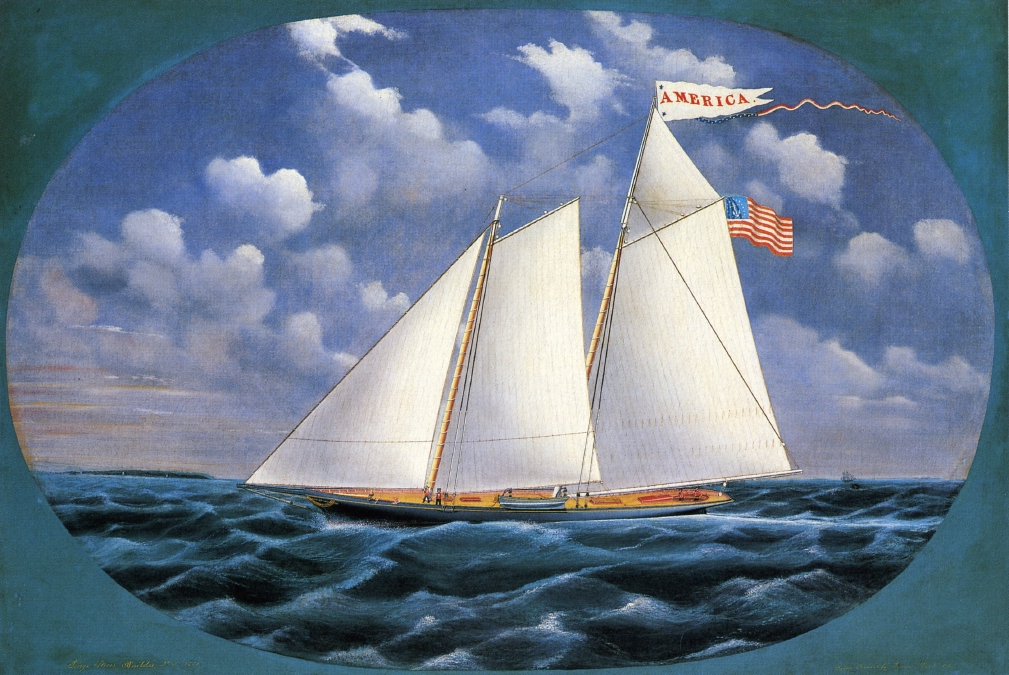
L'Amèrica en el 1851, quadre de James Bard.

El Royal Yacht Squadron britànic, que havia preparat per l'ocasió 14 iots, va desafiar al New York Yacht Club, que va decidir participar en la contesa amb la goleta America, en un recorregut al voltant de l'illa de Wight. L'America va vèncer amb vuit minuts d'avantatge sobre la segona, la britànica Aurora, adjudicant-se la copa que havia estat posada com a premi per celebrar la primera exposició universal de Londres.
Hi ha una anècdota interessant quan la reina Victòria, va sentir parlar de la victòria de l'America, va demanar quin vaixell havia arribat en segon lloc i, li van respondre: «There is no second, your majesty» («No hi ha segon, majestat») pel gran avantatge que va agafar sobre la segona. D'aquí naixeria el lema de l'America's Cup «There is no second». El premi de la copa havia rebut el nom «Copa de les cent guinees» (pel que havia costat) o també «Queen's Cup» («Copa de la Reina»), però des de llavors el trofeu van ser anomenat America's Cup (Copa de l'America), tot i que informalment també és denominat Auld Mug ('vella copa') pels que hi participen.

## Replica moderna
En el 1995 va ser construïda una replica moderna de la goleta, que participa en competicions de creuers i vigilància de les balenes a l'entorn del Maritime Museum of San Diego, San Diego, Califòrnia.

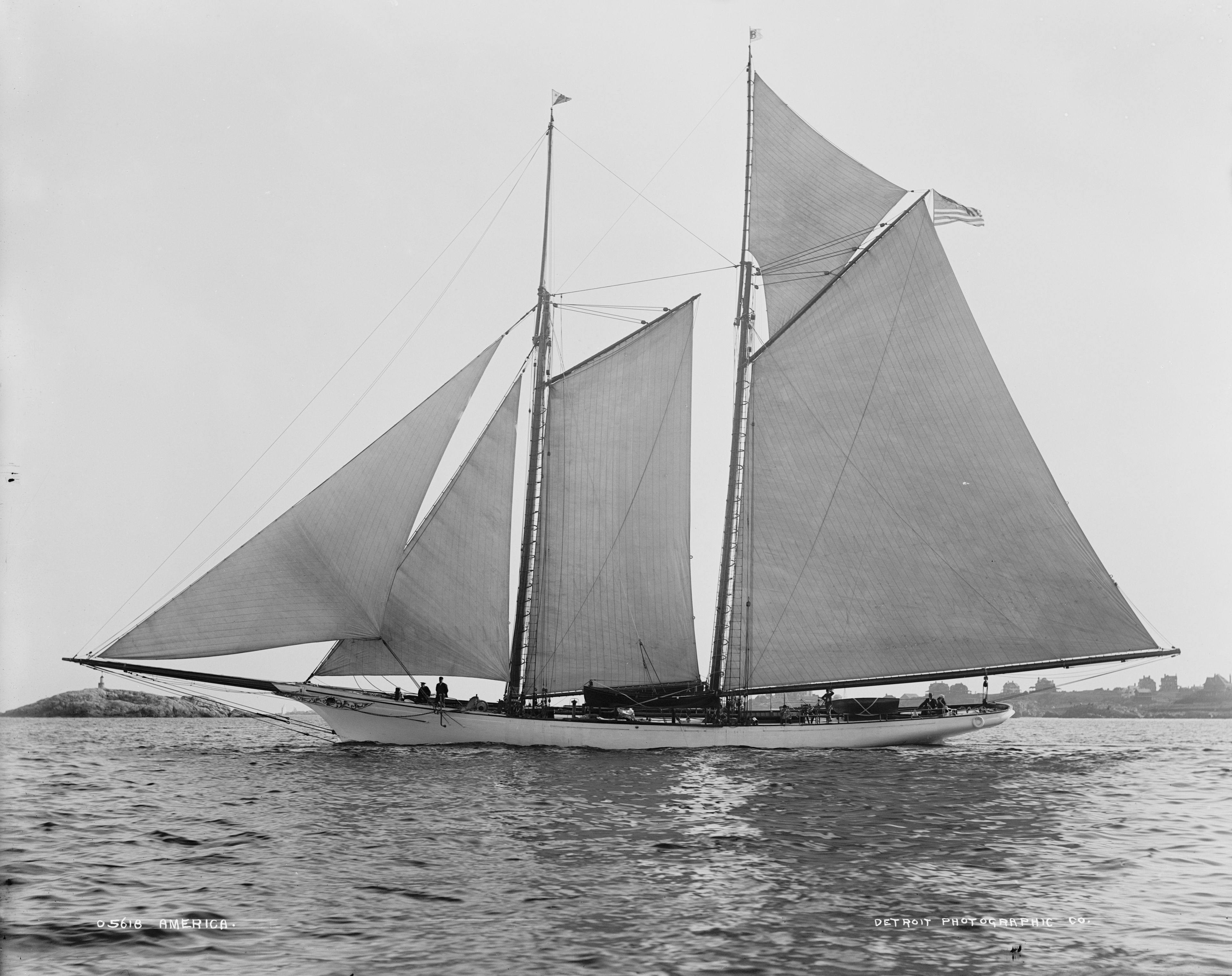
Amèrica amb l'aparell vèlic de 1887
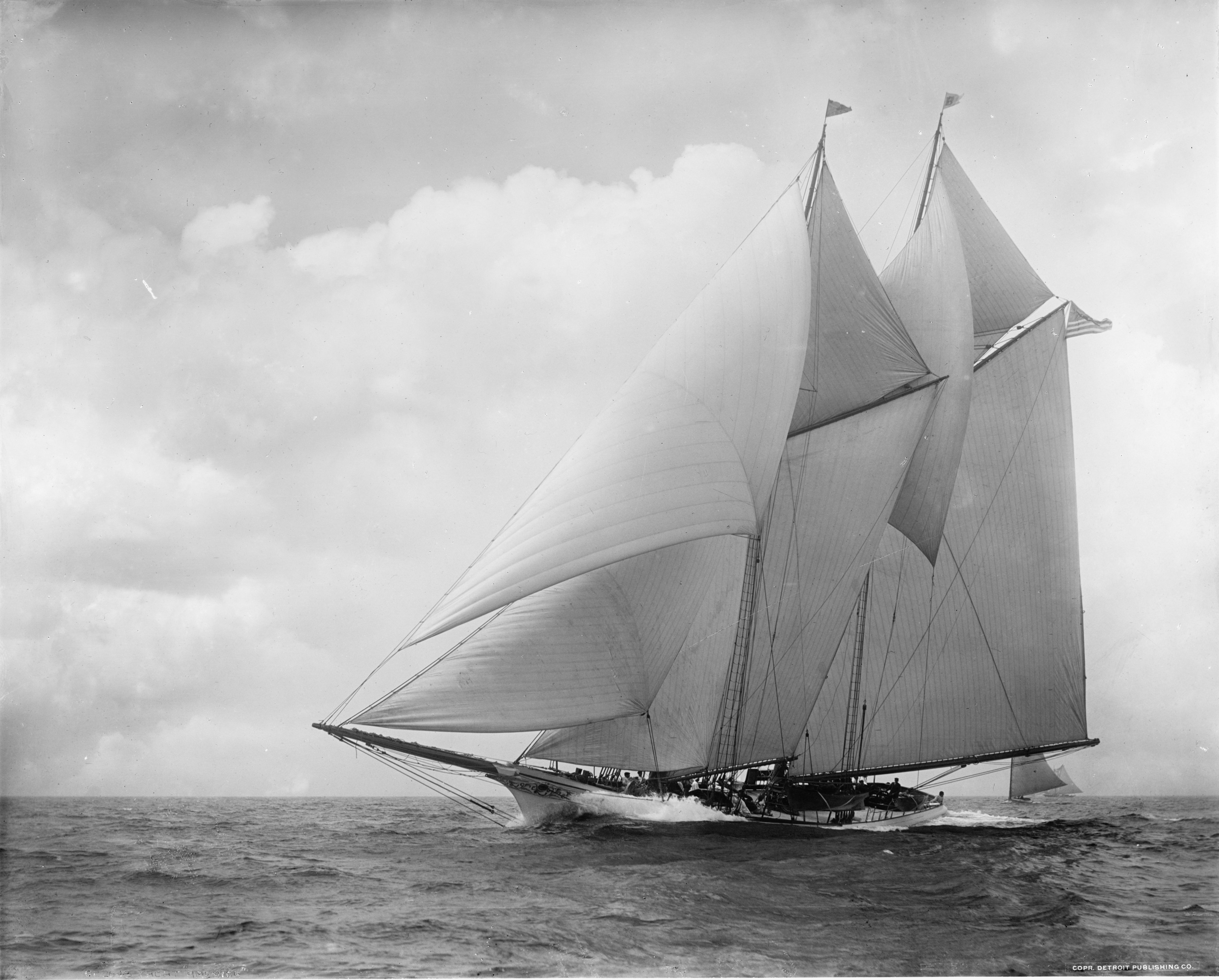
Amèrica amb floc "Fishermen" el 1910